# ジェフ・コバーナス
ジェフリー・ギルバート・コバーナス（Jeffrey Gilbert Kobernus, 1988年6月30日 - ）は、アメリカ合衆国・カリフォルニア州アラメダ郡サンレアンドロ出身の元プロ野球選手（外野手、二塁手）。

## 経歴

### プロ入りとナショナルズ時代
2009年のMLBドラフト2巡目（全体50位）でワシントン・ナショナルズから指名され、6月29日に契約。契約後、傘下のA-級バーモント・レイクモンスターズでプロデビューし、10試合に出場した。
2010年はA級ヘイガーズタウン・サンズでプレーし、74試合に出場して打率.279・1本塁打・42打点・21盗塁の成績を残した。
2011年はA+級ポトマック・ナショナルズでプレーし、124試合に出場して打率.282・7本塁打・52打点・53盗塁の成績を残した。カロライナリーグのオールスターにも選出された。
2012年はAA級ハリスバーグ・セネターズでプレーし、82試合に出場して打率.282・1本塁打・19打点・42盗塁の成績を残した。12月6日にルール・ファイブ・ドラフトでボストン・レッドソックスから指名され、移籍。同日ジャスティン・ヘンリーとのトレードで、デトロイト・タイガースへ移籍した。
2013年2月18日にタイガースと1年契約に合意。3月23日にタイガースのロースターから外れたため、ルール・ファイブ・ドラフトの規定によりナショナルズに復帰した。AAA級シラキュース・チーフスで開幕を迎え、5月25日にメジャー初昇格を果たした。同日のフィラデルフィア・フィリーズ戦でメジャーデビュー。代走として出場した。6月29日にAAA級シラキュースへ降格。9月3日に再昇格した。この年メジャーでは24試合に出場して打率.167・1本塁打・1打点・3盗塁の成績を残した。
2015年3月17日のスプリングトレーニング中に自由契約となった。

### ジャイアンツ傘下時代
2015年5月27日にサンフランシスコ・ジャイアンツとマイナー契約を結んだ。傘下のルーキー級アリゾナリーグ・ジャイアンツ、A+級サンノゼ・ジャイアンツ、AAA級サクラメント・リバーキャッツでプレーし、3球団合計で66試合に出場して打率.224・1本塁打・17打点・13盗塁の成績を残した。オフの11月7日にFAとなった。

### 独立リーグ時代
2016年3月15日に独立リーグ・アトランティックリーグのランカスター・バーンストーマーズと契約。55試合に出場して打率.295・1本塁打・22打点・22盗塁の成績を残した。

### マリナーズ傘下時代
2017年5月18日にシアトル・マリナーズとマイナー契約を結んだと報道され、24日に球団から発表された。

## 詳細情報

### 年度別打撃成績
| 年 度     | 球 団     | 試 合 | 打 席 | 打 数 | 得 点 | 安 打 | 二 塁 打 | 三 塁 打 | 本 塁 打 | 塁 打 | 打 点 | 盗 塁 | 盗 塁 死 | 犠 打 | 犠 飛 | 四 球 | 敬 遠 | 死 球 | 三 振 | 併 殺 打 | 打 率 | 出 塁 率 | 長 打 率 | O P S |
| --------- | --------- | ----- | ----- | ----- | ----- | ----- | -------- | -------- | -------- | ----- | ----- | ----- | -------- | ----- | ----- | ----- | ----- | ----- | ----- | -------- | ----- | -------- | -------- | ----- |
| 2013      | WSH       | 24    | 36    | 30    | 8     | 5     | 0        | 0        | 1        | 8     | 1     | 3     | 2        | 0     | 0     | 5     | 0     | 1     | 6     | 0        | .167  | .306     | .267     | .573  |
| 2014      | WSH       | 4     | 8     | 6     | 2     | 0     | 0        | 0        | 0        | 0     | 0     | 0     | 0        | 0     | 0     | 1     | 0     | 1     | 1     | 0        | .000  | .250     | .000     | .250  |
| 通算：2年 | 通算：2年 | 28    | 44    | 36    | 10    | 5     | 0        | 0        | 1        | 8     | 1     | 3     | 2        | 0     | 0     | 6     | 0     | 2     | 7     | 0        | .139  | .295     | .222     | .517  |

### 背番号
- 26（2013年 - 2014年）